# Podcaster
Ein Podcaster produziert Podcasts und veröffentlicht diese, meist über das Internet. Zu den Aufgaben von Podcastern zählen Aufnahme, Konzept, Organisation, Moderation, Produktion und Verbreitung von Podcasts, sowie evtl. Interviews.

## Unterteilung
Es gibt eine Unterteilung in Hobbypodcaster, die privat Podcasts zu beliebigen Themen veröffentlichen und dabei meist alle Aufgaben der Produktion selbst übernehmen. In Angrenzung dazu erfolgt die Produktion professioneller Podcaster arbeitsteilig und diese arbeiten meist in Auftrag Dritter, wie etwa Sendern, Agenturen oder Unternehmen.

## Auszeichnungen
Mit dem Deutschen Podcastpreis gab es bis 2024 eine jährlich verliehene Auszeichnung der Radiozentrale, um die Arbeit der Podcaster zu würdigen.